# Toxicocalamus ernstmayri
Toxicocalamus ernstmayri — вид отруйних змій родини аспідових (Elapidae). Ендемік Папуа Нової Гвінеї. Описаний у 2015 році.

## Поширення й екологія
Toxicocalamus ernstmayri мешкають в Зоряних горах горах в Західній провінції у  центральній частині Нової Гвінеї. Вони живуть в тропічних лісах. Живляться черв'яками.